# Sebalt Schwertzer
Sebalt Schwertzer, auch Schwerzer, Schwärzer oder Schwärtzer und Sebald,  (* 22. Juli 1552 in Nürnberg; † 7. Januar 1598 in St. Joachimsthal) war ein deutscher Berghauptmann, Kaufmann und Alchemist.

## Leben
Schwertzer war der Sohn eines Nürnberger Waffenschmieds. Er war zunächst angestellter Kaufmann bzw. Partner (Faktor) bei Johann Machnitzky in Olmütz und danach selbständiger Kaufmann mit Bürgerrecht in Nürnberg, wo er mit Luxusgütern handelte und so auch mit dem Dresdner Hof in Kontakt kam. Durch eine alchemistische Demonstration am sächsischen Hof, bei der er vorgeblich Quecksilber in Silber transmutierte, erwarb er das Interesse des Kurfürsten August. Zunächst wurde er im September 1584 als kurfürstlicher Kaufmann angestellt und förderte in dieser Funktion das Textilgewerbe in Sachsen (Leinen, Samt, Seide, wobei er niederländische Spezialisten anwarb) und den Bergbau. Daneben wirkte er als Hofalchemist, als Nachfolger des verstorbenen David Beuther. Er soll einem im Volk umlaufenden Gerücht zufolge vorübergehend wegen des Vorwurfs betrügerischer Manipulationen bei seiner alchemistischen Goldmacherei in der Festung Hohenstein inhaftiert gewesen sein. Tatsache ist aber, dass in der Gunst des Kurfürsten August blieb, der sich sogar um die Entlassung Schwertzers als Nürnberger Bürger bemühte, um ihn ganz bei sich anzustellen, und auch nach dessen Tod 1586 im Dienst von dessen Nachfolger Christian I. blieb, dem er auch als Kaufmann z. B. bei der Eintreibung von Wechselschulden Nürnberger Kaufleute und Leiter der Kupferschiefer-Bergwerke im Mansfelder Land diente. Als dieser 1591 starb, verlor er seine Stelle in Dresden und trat in den Dienst der Kurfürsten-Witwe Sophie von Brandenburg. Seine Stellung verschlechterte sich, als ihn sein ehemaliger Geschäftspartner Machnitzky, der ebenfalls in Dresden war, in der Absicht von ihm Geld zu erpressen beschuldigte, die Kurfürsten vergiftet zu haben. Schwertzer strengte gegen ihn einen Prozess an, Machnitzky genoss aber die Protektion von Rudolf II. Hinzu kamen Rechtsstreitigkeiten um unbezahlte Forderungen Schwertzers in Dresden und im Gegenzug solche der Veruntreuung, die sich noch Jahre bis zu Schwertzers Tod hinzogen. Schwertzer schien aber in der Gunst des alchemiegläubigen Kaisers Rudolf II. gestanden zu haben, denn im August 1592 wurde er Berghauptmann in kaiserlichen Diensten in St. Joachimsthal. Rudolf II. erhob ihn als Schwertzer von Falkenberg in den Adelsstand. 1598 starb er in Joachimsthal.
Schwertzer genoss trotz einiger gegen ihn erhobener Vorwürfe unter Alchemisten einen guten Ruf, wie noch Johannes Kunckel (Collegium physico-chymicum experimentale oder Laboratorium chymicum, Hamburg 1738) bescheinigt, der auch noch ein Manuskript von Schwertzer in Dresden sah, mit dem er sich am Hof eingeführt hatte (es wurde 1718 gedruckt). Kunckel und andere Alchemisten sahen in dem umfangreichen Geld im Nachlass des Kurfürsten August und Christian I. die Folge der alchemistischen Goldmacherei von Schwertzer.
Er heiratete 1573 Margaretha Schlauerspach (1552–1594) und hatte mindestens zwei Töchter: Susanne (1585–1631) und Juliana, die den aus Nürnberg stammenden Bürgermeister der Bergstadt Schlaggenwald in Böhmen, Georg Stempel, geheiratet hat.
Er wird in Jean Pauls Roman Der Komet oder Nikolaus Marggraf erwähnt.

## Schriften
- Chrysopeia Schwaertzeriana, Hamburg 1718. (Digitalisate: 960223 Alch. 253, 960223 Alch. 254)